# Antonín Pražák
Antonín Pražák (24. února 1936 Valašské Meziříčí – 7. června 1997 Hořice) byl český silniční motocyklový závodník. Zemřel na selhání srdce při závodech veteránů v Hořicích. Dne 9. ledna 2014 mu byla udělena in memoriam Cena města Valašské Meziříčí za rok 2013.

## Závodní kariéra
Na mistrovství Československa startoval v letech 1961–1965 na jednoválcovém motocyklu Jawa (ve třídě do 250 cm³) a v roce 1963 též na motocyklu ČZ (ve třídě do 175 cm³). V roce 1964 získal díky vyrovnaným výkonům ve třídě do 250 cm³ titul mistra republiky, když vyhrál závody Olomouci a v Hořicích byl druhý za Františkem Srnou. Dále skončil v mistrovství Československa do 250 cm³ v letech 1962 a 1963 na 4. místě a ve třídě do 175 cm³ v roce 1963 na 18. místě.

## Úspěchy
- 1x mistr Československa 1964 - 250 cm³
- 6 x vítězství v závodech silničních motocyklů 1960 (MP, PMO, OBL) [2]
- 4 x vítězství v závodech silničních motocyklů 1961 (MP, OBL) [3]
- 4 x vítězství v závodech silničních motocyklů 1962 (KP, KKP) [4]
- 3 x vítězství v závodech silničních motocyklů 1963 (KP, KKP) [5]
- 4 x vítězství v závodech silničních motocyklů 1964 (KP, KKP) [6]